# Paul Kagame
Pour les articles homonymes, voir Kagame (homonymie).
Paul Kagame (/pɔl ka.ga.me/, en anglais : /pɔːl kə.ˈɡɑː.meɪ/), né le 23 octobre 1957 à Ruhango (province du Sud, Rwanda), est un homme d'État rwandais, président de la République depuis le 24 mars 2000, après avoir été vice-président et ministre de la Défense de 1994 à 2000. Il est également président de l'Union africaine de 2018 à 2019.
Membre du groupe tutsi, il est commandant dans le Front patriotique rwandais, le groupe armé rebelle qui remporte la guerre civile rwandaise et met fin au génocide des Tutsi en 1994. Par la suite, il devient vice-président et ministre de la Défense, sous la présidence de Pasteur Bizimungu. À son poste, il soutient une invasion rebelle du Zaïre en 1996, menant au renversement du président zaïrois Mobutu Sese Seko en 1997. Il soutient également plusieurs groupes rebelles dans la deuxième guerre du Congo, de 1998 à 2003, contre le nouveau gouvernement congolais de Laurent-Désiré Kabila puis de son fils Joseph Kabila. Après la démission de Pasteur Bizimungu en 2000, il est élu président du Rwanda, réélu en 2003, 2010, 2017 et 2024. Il est crédité d'avoir apporté la croissance économique et la stabilité au pays à la suite du génocide ainsi que d'avoir réduit la corruption dans le pays. Cependant, il est considéré par plusieurs observateurs comme étant un dictateur,,,. Il est également accusé par l'ONU d'être partie prenante à la guerre du Kivu dans l'est de la république démocratique du Congo, à travers le soutien rwandais au Mouvement du 23 mars, groupe armé rebelle accusé de crimes de guerre et de crimes contre l'humanité.

## Situation personnelle

### Origines et enfance
Issu d'une famille tutsi, Paul Kagame naît le 23 octobre 1957 sur la colline de Nyarutovu, dans la commune de Tambwe, province du Sud (ancienne préfecture de Gitarama), près du centre de Ruhango. Il est le fils de Deogratius Rutagambwa (du clan des Bega) et d'Asteria Bisinda, sœur de Rosalie Gicanda, reine consort de 1942 à 1959 puis reine douairière de 1959 à 1961, en tant qu'épouse puis veuve de Mutara III, avant-dernier roi (mwami) du Rwanda,,. Paul Kagame est républicain, bien qu'ayant grandi dans un environnement monarchiste via sa famille maternelle, le clan noble Banyiginya, la maison aristocratique rwandaise la plus proche des derniers rois du Rwanda.
En 1961, à l'âge de 4 ans, il quitte avec sa famille le pays en raison des persécutions contre les Tutsis, commencées avec la révolution rwandaise qui met fin à la monarchie tutsi et au royaume du Rwanda,.  C'est sa tante, l'ancienne reine Rosalie qui sauve la vie de son neveu Paul Kagame et de sa famille, en leur permettant de s'échapper lorsque des Hutus du voisinage, encouragés par les autorités locales et coloniales, s'emparent de la colline où ils résident, massacrant les Tutsis. La famille survivante s'installe à Gahunge, dans le district de Toro, en Ouganda.

### Formation et jeunesse
Paul Kagame aurait fait ses études secondaires successivement à la Ntare School de Mbarara, puis à la Old School de Kampala de 1972 à 1976.
À l'âge de 22 ans, en 1979, il rejoint les maquisards venus de Tanzanie sous la direction du futur président ougandais, Yoweri Museveni, dans un mouvement de résistance au régime d'Idi Amin Dada, qui devint la NRA, National Resistance Army, soutenue politiquement, économiquement et militairement par les États-Unis. Plusieurs réfugiés rwandais font aussi partie du noyau de cette rébellion qui renverse ensuite, en 1985, le président Milton Obote, puis en 1986 le président Tito Okello. Après le coup d'État de la NRA en 1986, Yoweri Museveni devient président de la République de l'Ouganda et plusieurs de ses compagnons d'armes rwandais deviennent officiers dans l'armée ougandaise. Paul Kagame est gradé major et obtient un poste important de directeur adjoint des services de renseignement militaire de l'armée ougandaise.
Après son mariage, Kagame est envoyé, en juin 1990, aux États-Unis pour un stage de commandement militaire (Command Staff) à Fort Leavenworth au Kansas.

### Vie privée et familiale

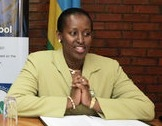
Jeannette Kagame en 2008.

En 1988, il épouse à Kampala Jeannette Nyiramongi, dont la famille était réfugiée au Burundi. Ils sont parents de quatre enfants.

## Guerre civile et entrée sur la scène internationale

### Première phase de la guerre civile
Venant d'Ouganda, le 1er octobre 1990, le Front patriotique rwandais (FPR), formé dans les années 1980 par des exilés rwandais arrivés depuis 1959 et dirigé par Fred Rwigema, entre au Rwanda par la force, après des négociations sans succès pour leur retour au pays, déclenchant ainsi la guerre civile rwandaise. Dès le 2 octobre 1990, Fred Rwigema est tué pendant les combats. La mort de ce dirigeant emblématique est cachée plusieurs jours aux combattants du FPR. Le président ougandais, Yoweri Museveni, parrain du FPR, dont plusieurs responsables  se sont illustrés comme officiers dans les rangs de son armée, impose son chef des renseignements militaires, Paul Kagame, vieil ami de Fred Rwigema, pour résoudre cette crise circonstancielle du FPR. Paul Kagame entre sur la scène internationale en prenant les commandes du FPR qu'il avait créé avec Fred Rwigema.
De 1991 à 1993, alternant défaites et victoires militaires, Paul Kagame négocie parallèlement les accords d'Arusha avec le président Juvénal Habyarimana, poussé à la discussion par l'ONU afin de mettre un terme à la guerre civile. Il négocie par l'intermédiaire de Pasteur Bizimungu qui deviendra président de la République pendant la première partie de la période de transition, après le génocide. Avant la période de ces négociations et lors d'un séjour à Paris du 17 au 23 septembre 1991, Paul Kagame est arrêté par les services français une douzaine d'heures, pour terrorisme, juste après avoir été reçu par Jean-Christophe Mitterrand et Paul Dijoud conseillers du gouvernement français pour les Affaires africaines auprès de l'Élysée. Paul Dijoud justifie cette arrestation : « Les accompagnateurs du major Kagame, qui circulaient avec des valises de billets, s’étaient fait repérer par la police et ont été arrêtés, sans que le Quai d’Orsay en ait été averti, puis libérés le soir après l’intervention du ministre des Affaires étrangères ». De son côté Paul Kagame affirme que Paul Dijoud l'avertit que s'il n'arrêtait pas les combats, tous les siens seraient massacrés.

### Deuxième phase de la guerre civile durant le génocide contre les Tutsi
En 1994, a lieu un attentat contre le président Juvénal Habyarimana, prélude du génocide des Tutsis du Rwanda. Il mène dès lors les troupes du FPR à la victoire militaire contre les Forces armées rwandaises et le gouvernement génocidaire malgré des troupes inférieures en nombre (15 000 hommes contre 50 000) et des moyens militaires moins importants. L'embargo sur les armes adopté par le conseil de sécurité de l'ONU embarrassait peu les forces gouvernementales, car des réseaux clandestins les approvisionnaient via Goma, au Congo, mais elles mobilisaient beaucoup de leur énergie dans la conduite du génocide des Tutsi qui fit environ 10 000 morts par jour pendant cent jours (soit entre 800 000 et un million de morts) et extermina environ 90 % des Tutsi de l'intérieur du Rwanda. Il a aussi été mentionné des « massacres de civils... et exécutions sommaires par les forces du FPR, apparemment commises à titre de représailles », mais sans commune mesure avec le génocide.
Par la suite, Paul Kagame a été accusé d'avoir commandité l'assassinat du président Juvénal Habyarimana, notamment par la France et par les anciens collaborateurs de Kagame comme Ruzibiza, Patrick Karegeya, le juge antiterroriste français Jean-Louis Bruguière, et par des officiers dissidents du FPR, tel Faustin Kayumba. Cette thèse est remise en question en janvier 2012 par l'enquête des experts nommés par le successeur du juge Bruguière, même si l'expertise elle-même est discutée.

## Dirigeant du Rwanda

### Vice-président de la République et ministre de la Défense
À la suite de sa victoire militaire, le FPR établit un gouvernement d'unité nationale, sur la base des accords d'Arusha, mais excluant les partis qui soutenaient les forces génocidaires : la CDR et le MRND. Pasteur Bizimungu devient président de la République le 19 juillet 1994, Faustin Twagiramungu devient Premier ministre et Paul Kagame, souvent appelé l'« homme fort du Rwanda »,, devient vice-président et ministre de la Défense. Ce trinôme est perçu comme symbole de la réconciliation entre Hutu et Tutsi. Cependant, Paul Kagame est considéré comme le dirigeant de facto du pays et détient en réalité le pouvoir.
Paul Kagame est ensuite l'artisan de la « reconstruction » du Rwanda, complètement détruit et vidé par le génocide. Il chasse les dirigeants « hutu » ayant organisé et conduit le génocide des Tutsi, et contribue à la mise en place d'un régime où les femmes ont une place parfois majoritaire, comme au Parlement. Ses opposants qualifient ce régime de « tutsi », alors même que la référence politique « Hutu - Tutsi » est anticonstitutionnelle depuis l'adoption de la constitution de 2003 (la majorité des ministres et des députés avaient, dans l'ancienne république exclusivement « hutu », une carte d'identité « hutu »). En fait, depuis une dizaine d'années, tous les Premiers ministres qui se sont succédé sont « hutu » d'origine ainsi que la majorité du haut état-major[réf. nécessaire].
Il est aussi l'un des principaux artisans du renversement de son homologue du Zaïre (l'actuelle République démocratique du Congo) en 1997, le président Mobutu Sese Seko, dont le pays est 90 fois plus grand que le Rwanda. À la suite du génocide des Tutsi au Rwanda et de la déliquescence du régime de Mobutu, faits majeurs ayant entraîné les Grands lacs dans le chaos, il est l'un des principaux acteurs de la première (1996-1997), deuxième guerre du Congo (1998-2002), et du pillage des minerais de l'est de ce pays depuis. D'après le journaliste Pierre Péan dans Carnages, l'occupation rwandaise de l'est du Congo-Kinshasa depuis 1996 a entraîné des guerres qui ont fait 3 à 6 millions de morts.[source insuffisante] Des proches de ses officiers racontent qu'au départ les Rwandais, alliés avec l'Ouganda et l'AFDL de Laurent-Désiré Kabila, n'avaient pas l'intention de renverser Mobutu Sese Seko, mais que la faible résistance qu'ils auraient rencontrée au Zaïre les aurait alors décidés d'aller jusqu'à Kinshasa en 1997.

### Président de la République

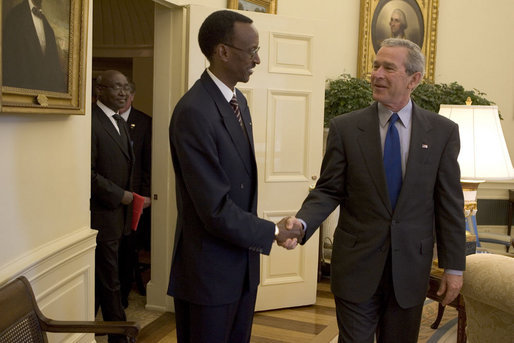
Paul Kagame et George W. Bush, en avril 2005, à la Maison-Blanche.

Après la démission de Pasteur Bizimungu le 23 mars 2000, Paul Kagame lui succède le lendemain comme président par intérim en tant que vice-président, avant d'être élu président de la République par le Parlement, le 17 avril suivant. Il prête serment le 22 avril 2000. À la suite de l'instauration d'une nouvelle constitution par référendum, il est élu au suffrage universel direct le 25 août 2003 (95 % des voix) et prête serment le 13 septembre suivant.
Beaucoup d'observateurs accordent à Paul Kagame le mérite d'avoir apporté la stabilité et la croissance économique de ce pays dévasté. L'efficacité de la lutte contre la corruption au Rwanda, y compris contre des proches de Paul Kagame, est reconnue au niveau international[réf. nécessaire]. En revanche, des ONG, telles que HRW et Amnesty International, critiquent avec insistance ce qu'elles considèrent comme des manquements au respect des droits de l'homme, notamment en ce qui concerne la liberté de la presse et le climat des périodes électorales. Ses opposants considèrent son régime comme une autocratie répressive favorisant la minorité tutsie au prix d'assassinats encore inexpliqués.

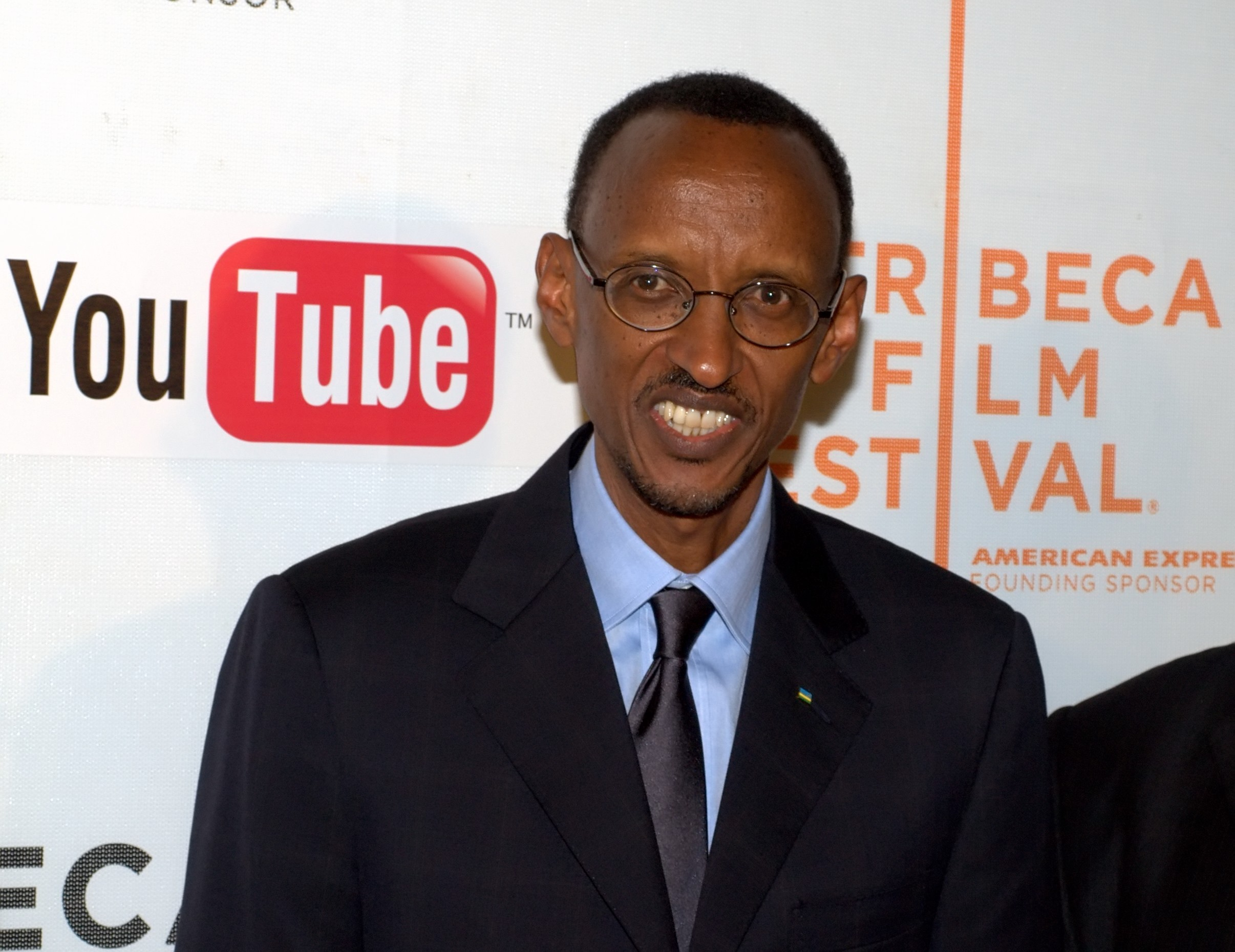
Paul Kagame en 2010.

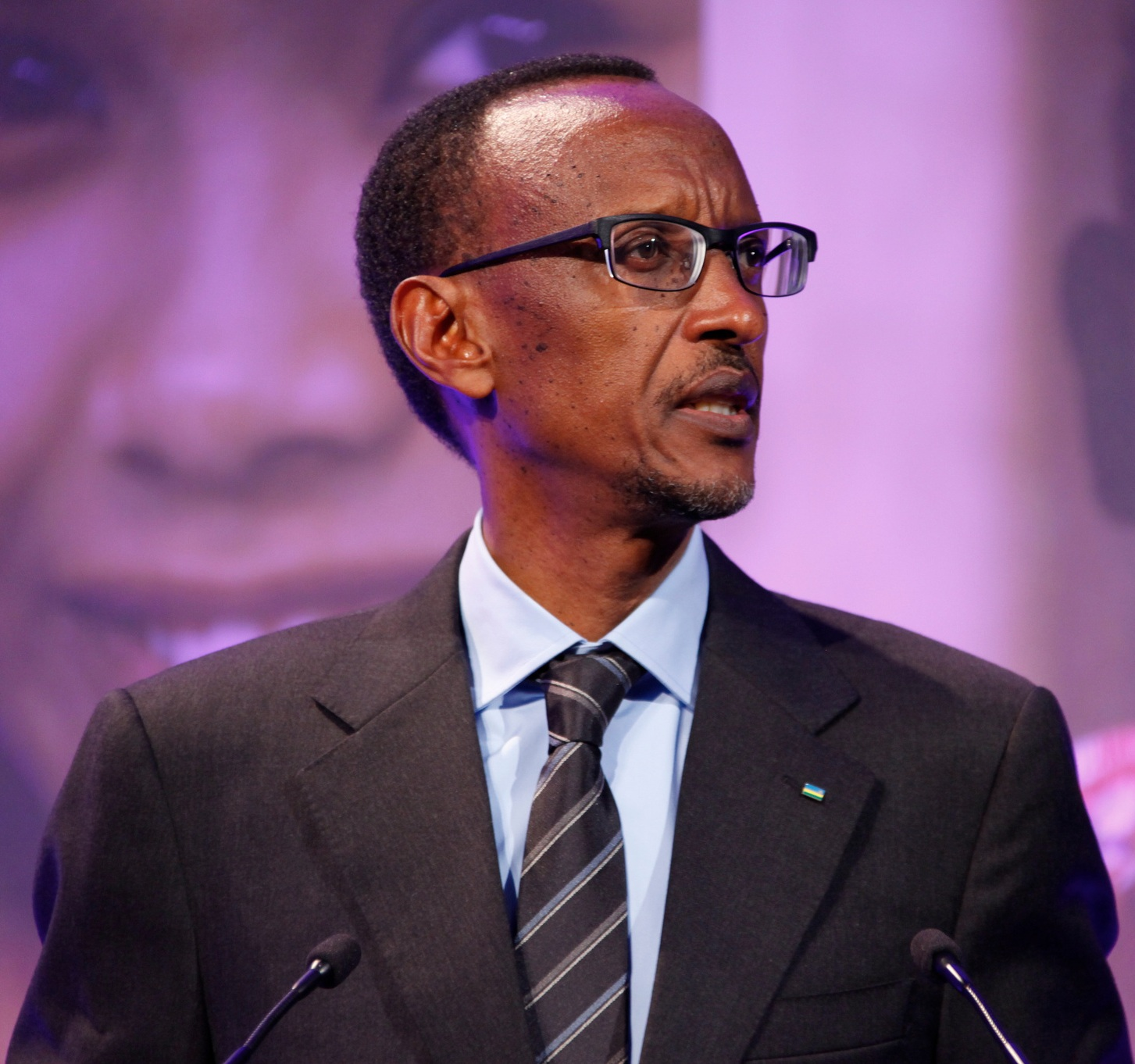
Paul Kagame, lors d'un sommet dédié à la planification familiale à Londres en 2012.

Le 9 août 2010, à la suite de l'élection présidentielle, Kagame est réélu président de la République avec 93 % des voix. Il prête serment le 6 septembre suivant.
Il présente le développement économique, la mise au travail intensif des Rwandais, la lutte contre la corruption et l'exigence de « bonne gouvernance » comme des axes majeurs de sa politique.
En novembre 2015, Kagame fait voter une modification constitutionnelle qui lui permet de se présenter à l'élection présidentielle de 2017. Fin décembre 2015, Kagame annonce qu'il sera effectivement candidat à l'élection présidentielle de 2017,. Cette décision permet théoriquement à Paul Kagame de rester au pouvoir jusqu'en 2034, et ce alors que de graves entorses à la démocratie sont constatées au Rwanda.
Israël noue des relations commerciales avec plusieurs pays africains dont le Rwanda. En 2017, Kagame se félicite qu'Israël « continue à accroître ses engagements en Afrique ».
Il est réélu pour un troisième mandat le 5 août 2017 (98,8 % des voix). Il prête serment le 18 août suivant.
Le 28 janvier 2018, il est désigné président de l'Union africaine. Kagame est président de l'UA jusqu'au 10 février 2019. Il est ensuite désigné président de la Communauté d'Afrique de l'Est le 2 février 2019.
En juin 2022, des tensions s'accroissent à nouveau entre la RDC et le Rwanda. Le président congolais Félix Tshisekedi déclare que la RDC fait face à « une agression de la part du Rwanda, agissant sous couvert du M23 ». Paul Kagame rejette ces accusations en déclarant : « Porter ces accusations, c'est simplement fuir ses responsabilités de président de ce pays ». Lors d’un sommet de la Communauté d’Afrique de l’Est, un accord est acté pour un déploiement d’une force régionale afin de stabiliser l’est de la RDC. Lors d'une rencontre avec le président congolais Félix Tshisekedi, le 6 juillet, il assure à nouveau  que « personne n'est intéressé par un conflit ».
En juillet 2022, Paul Kagame annonce son intention de se représenter à l'élection présidentielle de juillet 2024. Le 17 mai 2024, il présente officiellement sa candidature et remporte le scrutin dès le 1er tour avec 99,2 % des voix le 15 juillet. Le 11 août, Paul Kagame prête serment pour un quatrième mandat.

## Controverses sur son régime et le respect des droits de l'homme

### Critiques et accusations de ses opposants
Lors de la campagne en RDC contre les forces génocidaires (miliciens Interahamwe et anciennes Forces armées rwandaises) et les civils hutu qui s'y étaient réfugiés fuyant les atrocités du FPR, les troupes de l'armée patriotique rwandaise sont accusées de s'être livrées à des massacres de civils,. En 1996-1997, Kagame est accusé d'ingérence dans les affaires internes  du Zaïre du maréchal Mobutu et d'en violer la souveraineté nationale. Cette ingérence débouche sur la première guerre du Congo et la chute de Mobutu. Selon ses opposants, le sentiment de culpabilité de la communauté internationale vis-à-vis du génocide de 1994, qui a causé 800 000 morts selon l'ONU, n'y est probablement pas étranger[réf. nécessaire]. Le gouvernement de Kagame est accusé d'utiliser le prétexte de l'argument sécuritaire afin de piller les ressources naturelles de l'est du Congo, région où vivent les Banyamulenge, Congolais rwandophones, immigrés au Congo en 1896.
En décembre 2008, un rapport de l'ONU accuse le Rwanda de soutenir la milice tutsi de Laurent Nkunda  en RDC.
L'ancien président de la République Pasteur Bizimungu a été emprisonné pour quinze ans, six mois avant l'élection présidentielle de 2003, par la justice rwandaise. Il est gracié trois ans plus tard par Kagame. On déplore la disparition de plusieurs opposants et des assassinats. D'autres ont été maltraités pendant la campagne électorale.
À l'approche de l'élection présidentielle du 9 août 2010, plusieurs opposants de Paul Kagame sont assassinés. Un certain nombre d'associations, dont Reporters sans frontières, ont demandé de faire pression sur le Rwanda pour qu'il n'y ait plus d'assassinat politique. Condamnant notamment le meurtre du journaliste Jean-Léonard Rugambage, assassiné alors qu'il enquêtait sur une tentative de meurtre contre Faustin Kayumba Nyamwasa, autre opposant à Paul Kagame, Reporters sans frontières rappelle qu'il classe le Rwanda à « la 157e place, sur 175 pays, du classement mondial 2009 de la liberté de la presse », et dénonce « le climat de terreur, l’escalade de la répression contre les voix indépendantes et la dérive totalitaire au Rwanda » sous Kagame. Au nombre des opposants tués, figure André Kagwa Rwisereka, ancien membre du FPR, chef d'un parti d'opposition au FPR de M. Kagame, retrouvé presque décapité, une machette à côté de son corps.
Le président du gouvernement espagnol, José Luis Rodríguez Zapatero, a refusé de recevoir Paul Kagame le 16 juillet 2010 à la suite de manifestations d'ONG protestant contre sa venue alors que certains proches de M. Kagame font l'objet de mandats d'arrêt pour génocide déposés par un juge espagnol. Ces mandats sont levés par le Tribunal suprême espagnol le 24 septembre 2015.
Le 1er janvier 2014, l'ancien responsable des services de renseignement rwandais, entré en dissidence au milieu des années 2000, Patrick Karegeya, est retrouvé mort dans sa chambre d'hôtel, à Johannesburg. Le général Kayumba Nyamwasa, ancien chef d’état-major de l’armée rwandaise lui aussi en exil, dénonce un assassinat politique.
Le 13 février 2020, Kizito Mihigo, chanteur et défenseur de la réconciliation, est arrêté et emprisonné alors qu'il tentait de fuir le pays. Retrouvé mort dans sa cellule dans des circonstances douteuses, la police annonce un suicide. Alors que la justice rwandaise confirme les faits, des associations humanitaires comme Human Rights Watch suspectent un assassinat politique et réclament une enquête indépendante, ce que le gouvernement a refusé,.

### Affaires juridiques contre Paul Kagame

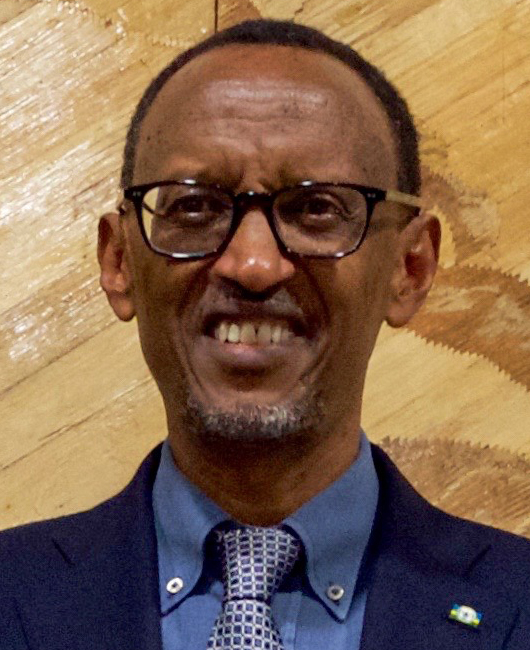
Paul Kagamé en 2016.

#### Enquête en France
Une enquête est ouverte en France concernant l'attentat contre le président Juvénal Habyarimana en avril 1994. En 1998, les familles des trois membres d'équipage français de l'avion présidentiel abattu ont porté plainte pour « assassinats en relation avec une entreprise terroriste ».
Le 21 novembre 2006, le parquet de Paris donne son accord au juge d'instruction Jean-Louis Bruguière pour qu'il délivre des mandats d'arrêts internationaux contre neuf proches du président rwandais Paul Kagame, dont James Kabarebe, chef d'État-Major général des Forces rwandaises de défense, Charles Kayonga, chef d'état-major de l'armée de terre et Rose Kabuye. Néanmoins, le juge d'instruction est dans l'incapacité d'engager de poursuites contre Paul Kagame en raison de l'immunité accordée en France aux chefs d'État en exercice, sauf à demander à l'ONU de saisir le Tribunal pénal international pour le Rwanda (TPIR) en Tanzanie pour engager contre celui-ci une procédure judiciaire. L'enquête de Bruguière, censée conforter cette accusation, est partiellement remise en cause par deux enquêtes balistiques : celle d'experts du Royaume-Uni pour le compte du Rwanda et celle d'experts français nommés par le successeur du juge Bruguière, le juge Marc Trévidic. Ces conclusions sont elles-mêmes discutées[réf. nécessaire].
Juillet 2014 les juges d'instruction Nathalie Poux et Marc Trévidic ont décidé de mettre fin à l'instruction concernant l'attentat de l'avion Falcon survenu le 6 avril 1994.
Début octobre 2016, selon l'Agence France-Presse, les juges d'instruction Jean-Marc Herbaut et Nathalie Poux ont pris la décision d'envoyer une nouvelle commission rogatoire internationale à l'Afrique du Sud pour faire entendre Faustin Kayumba, ex-général rwandais.

#### Enquête en Espagne
Un peu plus d’un an après l’enquête du juge antiterroriste français Jean-Louis Bruguière accusant Kagame d’avoir commandité l’attentat du 6 avril 1994, et s'appuyant sur des éléments de cette enquête, la justice espagnole met en cause le chef de l’État rwandais et son entourage. Notamment, l’enquête espagnole désigne Kagame et le FPR comme responsables de l’attentat du 6 avril.
L’Audience nationale, la principale instance judiciaire espagnole, a annoncé des poursuites contre 40 militaires rwandais, dont 11 généraux, pour « génocide, crimes contre l’humanité et terrorisme » commis après le génocide des Tutsi en RDC contre des ressortissants espagnols. Saisi en 2005 de l’assassinat, entre 1994 et 2002, de neuf Espagnols, six religieux et trois humanitaires, le juge Fernando Andreu, qui a instruit en vertu du principe de « compétence universelle », se livre à un réquisitoire de la méthode de prise de pouvoir puis de son exercice par le Front patriotique rwandais (FPR) de Kagame. Le président Kagame, dont la responsabilité serait désignée sans ambiguïté, est épargné, pour l’instant, en raison de son statut de chef d'État en exercice.
Le juge accuse le mouvement rebelle tutsi d’avoir commis, entre 1990 et 1994, des attentats contre les politiques et intellectuels hutus, afin de « provoquer la terreur et tester la réaction de la population civile », qui se livrait en représailles à des massacres de Tutsis. S'exprimant au sujet de l'enquête espagnole, Paul Kagame déclare : « Imaginez l'arrogance que cela implique - comment un juge espagnol siège dans une ville ou village en Espagne et voit qu'il est de son devoir de mettre en accusation la direction entière d'une nation ».
Le 24 septembre 2015, le Tribunal suprême espagnol ordonne la levée des mandats d'arrêt (abandon des poursuites) visant ces 40 militaires rwandais.

## Distinctions et hommages
En juin 2016, il est décoré de l'Al-Wissam Al-Mohammadi — ordre de la Souveraineté — de classe exceptionnelle (grand cordon) par le roi du Maroc Mohammed VI.
En 2023, l'échangeur de Kagbelen en Guinée est nommé en son honneur.